# Markus Löning

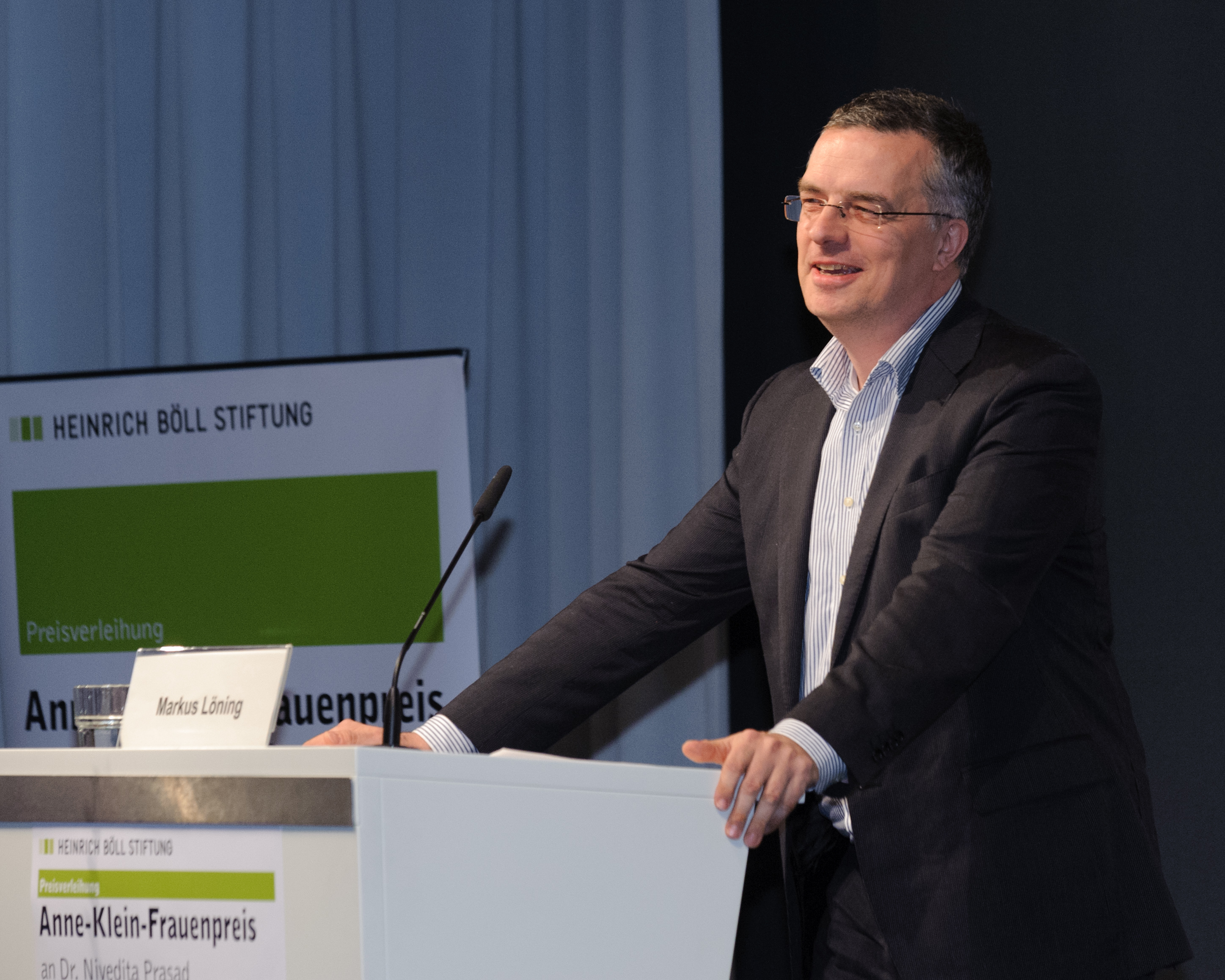
Markus Löning (2012)

Markus Löning (* 2. Juli 1960 in Meppen) ist ein ehemaliger deutscher Politiker (Freie Demokratische Partei). Er war von April 2010 bis Januar 2014 Beauftragter der Bundesregierung für Menschenrechtspolitik und Humanitäre Hilfe. Zuvor war er von 2002 bis 2009 Mitglied des Deutschen Bundestages und von 2004 bis 2009 Landesvorsitzender der FDP in Berlin.
Er ist ein international tätiger Berater und Inputgeber zum Thema Unternehmensverantwortung und Menschenrechte. Seit dem Ende seiner politischen Karriere ist er beratend für große und mittelständische Unternehmen tätig.

## Leben

### Ausbildung
Nach dem Abitur 1978 an der Europäischen Schule in Luxemburg absolvierte er ein Studium der Politischen Wissenschaften an der University of Kent in Canterbury und an der Ruprecht-Karls-Universität Heidelberg, welches er 1989 als Magister artium beendete.

### Karriere
1990 wurde er Geschäftsführer einer Grafikfirma und wechselte 1994 als freier Mitarbeiter zur Werbeagentur Thienel, Meyer, Partner in Berlin. Ab 1995 war er Inhaber und Geschäftsführer der Löning & Partner Werbeagentur und zwischen 1998 und 2006 leitete er die Löning Werbeagentur. Anfang 2014 gründete er Löning – Human Rights & Responsible Business – eine Beratungsfirma, die gleichzeitig als Think Tank fungiert. Er berät große und mittelständische Unternehmen in Nachhaltigkeits- und Menschenrechtsfragen. Die Arbeit der Beratungsfirma widmet sich der Bekämpfung internationaler Menschenrechtsverletzungen wie Sklavenarbeit, das Verbot von Gewerkschaften oder die Arbeit mit gesundheitsschädlichen Materialien.

### Parteilaufbahn
Seit 1989 ist er Mitglied der FDP und gehörte seit 1995 dem Landesvorstand der FDP in Berlin an. Er wurde 2000 zum stellvertretenden Landesvorsitzenden und 2004 schließlich zum Landesvorsitzenden der FDP Berlin gewählt. Von 2001 bis 2011 gehörte er außerdem dem FDP-Bundesvorstand an. Nachdem er 2009 die Wahl um die Spitzenkandidatur in Berlin verloren hatte, teilte Löning am 25. Januar 2010 seinem Landesverband mit, auf dem Parteitag im März 2010 nicht mehr für den Landesvorstand zu kandidieren. Sein Nachfolger als Vorsitzender des FDP-Landesverbandes Berlin wurde Christoph Meyer.
Von 2005 bis 2011 war Löning Vizepräsident der Europäischen Liberaldemokratischen Partei (ELDR).
2012 wurde er als Vizepräsident in den Vorstand der Liberalen Internationale gewählt. Er ist außerdem Vorsitzender des globalen Human Rights Committee der Liberalen Internationale.
2017 wurde Löning erneut zum Vizepräsidenten der Allianz der Liberalen und Demokraten für Europa (ALDE, ehemals ELDR) gewählt.

### Abgeordneter
Von 2002 bis 2009 war Löning Mitglied des Deutschen Bundestages. Er war als Mitglied des Ausschusses für die Angelegenheiten der Europäischen Union europapolitischer Sprecher der FDP-Bundestagsfraktion und Vorsitzender der Deutsch-belgisch-luxemburgischen Parlamentariergruppe.
Auf der Landesvertreterversammlung am 28. März 2009 kandidierte Löning erneut für die Spitzenkandidatur der Berliner FDP, also Landeslistenplatz 1, für den Deutschen Bundestag, unterlag dabei jedoch Martin Lindner mit 133 zu 214 Stimmen und trat danach nicht mehr an.
Unterlagen über seine Tätigkeit als Mitglied des Deutschen Bundestages sowie für die FDP aus den Jahren 2002 bis 2009 befinden sich im Archiv des Liberalismus der Friedrich-Naumann-Stiftung für die Freiheit in Gummersbach.

## Beauftragter der Bundesregierung
Von April 2010 bis Januar 2014 war Löning Beauftragter der Bundesregierung für Menschenrechtspolitik und Humanitäre Hilfe. Löning vertrat die deutsche Menschenrechtspolitik gegenüber Regierungsmitgliedern und Parlamentariern weltweit. Markus Löning bereiste über 70 Länder in Europa, Afrika, Asien und die USA und besuchte auch diverse Gefängnisse, Flüchtlingslager und Katastrophengebiete. Volker Beck lobte im November 2011 Lönings Amtsführung als „beherzt“, „engagiert“ und „couragiert. Im Vergleich zu seinem Vorgänger ist dies schon eine gewaltige Verbesserung“.
Unter anderem hat er sich dafür eingesetzt, dass die Asylverfahren für syrische Bürgerkriegsflüchtlinge vereinfacht werden soll. Im September 2013 In Hannover ist ein Flugzeug mit den ersten 107 von insgesamt 5000 Syrern gelandet, die Deutschland in einer Sonderaktion aufnimmt.

### Positionen

#### Allgemein
Inhaltliche Schwerpunkte des Beauftragten Löning im Bereich der Menschenrechte sind die Themen Todesstrafe, Meinungs- und Pressefreiheit, Schutz von Menschenrechtsverteidigern und Einsatz gegen Diskriminierung, insbesondere von Minderheiten. Regional hat sich der Beauftragte bisher vor allem mit der Menschenrechtslage in Osteuropa, China, Südkaukasus, Zentralasien, Nordafrika, Türkei und Myanmar befasst. Im Rahmen der humanitären Hilfe reiste er zur Übergabe von Hilfsgütern und zur Unterstützung der Hilfe vor Ort anlässlich der Flutkatastrophe nach Pakistan und anlässlich der Hungersnot am Horn von Afrika nach Äthiopien. Zuletzt warb er im Zuge der Errichtung eines Flüchtlingscamps in Jordanien und Libanon für Unterstützung der Flüchtlinge des Syrienkonflikts.

#### Meinungs- und Pressefreiheit
Mit Blick auf die Europäische Union warnte Löning davor, dass gesamteuropäische Konzentrationstendenzen in der Medienbranche die Pressefreiheit gefährdeten. Zum gemeinsamen Wertekern der EU gehöre die Unabhängigkeit und Vielfalt der Presse, sodass er z. B. Ungarn im Zusammenhang mit der Verschärfung des ungarischen Presserechts aufforderte, sich uneingeschränkt zur Pressefreiheit zu bekennen.
Löning äußerte sich mehrfach zu Russland, z. B. zu den Festnahmen am Rande der Duma-Sitzung im Zuge des Gesetzes zur Verschärfung des Versammlungsgesetzes. Die russische Regierung müsse ihre Bürger schützen, statt sie einzusperren. Meinungs- und Versammlungsfreiheit seien Bestandteile der Europäischen Menschenrechtskonvention und müssten auch von Russland garantiert werden. Zuletzt diskreditiere das sog. „Agentengesetz“ die Arbeit von NGO in Russland. In einem Interview mit der „Welt“ kritisierte Löning darüber hinaus den russischen Ministerpräsidenten Putin als „das Gegenteil eines lupenreinen Demokraten […] Unter Putin hat es in Russland eindeutig Rückschritte bei der Entwicklung von Demokratie gegeben.“
Als Beispiel für einen Einzelfall setzte sich Löning für die Freilassung vom kasachischen Kulturschaffenden und Regisseur Bolat Atabajew ein.

#### Todesstrafe
Die Bundesregierung und der Beauftragte Löning setzen sich intensiv für die Abschaffung der Todesstrafe ein. Diese ist z. B. in Belarus, den USA oder China noch immer ein hochaktuelles Thema. Daher wiederholt Löning seine Forderung zur weltweiten Abschaffung der Todesstrafe immer wieder. Sie verstoße gegen die Menschenwürde. Zwar verzichte eine zunehmende Zahl von Staaten auf die Todesstrafe, aber einige Länder, darunter China, veröffentlichten die Zahl ihrer Verurteilungen nicht. Die fehlende Transparenz mache eine Kontrolle fast unmöglich.
In Europa forderte Löning regelmäßig Belarus auf, endlich ein Todesstrafen-Moratorium zu verhängen und Todesurteile nicht zu vollstrecken. Das Land sei „weit von europäischen Standards und Werten entfernt.“ Zuvor waren zwei Männer der U-Bahn-Anschläge hingerichtet worden. Aufgrund seiner Äußerungen wurde Löning im Februar 2012 die Einreise nach Belarus verweigert. Er wollte dort u. a. einen Brief von Bundesaußenminister Westerwelle an Präsident Lukaschenko übergeben, mit dem sich die Bundesregierung für die Begnadigung von zum Tode Verurteilten einsetzt.

#### LGBT
Lönings Ziel ist es, die Rechte von LGBT stärker in den Mittelpunkt der Menschenrechtspolitik des Auswärtigen Amtes zu rücken. Anlässlich des Internationalen Tages gegen Homophobie am 17. Mai 2012 erklärte Löning, dass glücklicherweise „in vielen Ländern der Welt die gleichgeschlechtliche Ausrichtung anerkannt“ werde. Mit „großer Sorge“ beobachte er, dass „andernorts Schwule und Lesben verfolgt werden“. Jeder müsse sich entscheiden können, wie er sein Leben und seine sexuelle Orientierung lebe.

#### Gefängnisbesuche
Löning forderte 2012 die Schließung des Gefangenenlagers Guantanamo auf Kuba. Die rechtliche Behandlung der Insassen sei nach wie vor inakzeptabel. Die USA lieferten für ihr Vorgehen auch keine nachvollziehbaren Argumente. Es sei vor allem Aufgabe des Kongresses in Washington, sich in der Sache zu bewegen. Daneben besuchte Löning 2012 z. B. inhaftierte ehemalige Mitglieder der Regierung von Julia Timoschenko in der Ukraine, darunter den Ex-Innenminister der Ukraine Juri Luzenko, und ein Gefängnis in der Türkei.

#### Deutsch-Chinesischer Menschenrechtsdialog
Seit dem 29. Juli 2010 findet regelmäßig in Berlin wieder der Deutsch-Chinesische Menschenrechtsdialog statt. Dabei geht es um die Verbesserung der Menschenrechtsstandards in China. So ist man sich z. B. in der Diskussion um die Abschaffung der Todesstrafe über das Ziel einig, wobei aber eindeutig Differenzen bzgl. der Zeitachse bestehen. In China findet zwar auf gesellschaftlicher wie auf Regierungsebene eine ernsthafte Auseinandersetzung mit dem Thema Menschenrechte statt, aber nach Löning gebe es an allen Ecken und Enden Aufholbedarf. Hierzu zitierte Löning den passenden Kommentar eines chinesischen Delegationsmitglieds: „Wenig nutzt es sich über Tischmanieren zu unterhalten, wenn man keinen Tisch hat.“ Zudem forderte Löning am 3. Februar 2012 im „Deutschlandradio Kultur“ deutsche Unternehmen auf, in China eine Vorreiterrolle für menschenwürdige Arbeitsbedingungen zu übernehmen.

#### ESC in Aserbaidschan
Löning bezog im Vorfeld zum Eurovision Song Contest (ESC) klar Position zu den Menschenrechtsdefiziten Aserbaidschans. Er kritisierte die Nicht-Umsetzung von 46 Urteilen des Europäischen Gerichtshofes für Menschenrechte (EGMR) gegen Aserbaidschan und verwies auf den Umstand, dass der Sonderberichterstatter des Europarates Christoph Strässer, Mitglied des deutschen Bundestages, im Rahmen seines Mandats kein Einreisevisum für Aserbaidschan erhalten hatte. Auch Druck durch den Europarat fehle. Trotz nicht eingehaltener Verpflichtungen Aserbaidschans stünden die wirtschaftlichen Interessen Europas in Baku meist vor den humanitären. Nach Löning wäre ein Boykott des ESC trotz Kritik an der Regierung in Baku falsch gewesen, da die Berichterstattung vielen die Zustände im Land erst vor Augen geführt habe.

#### EM 2012 in Polen und Ukraine
Einen Boykott der EM schloss Löning aus und äußerte sich sehr positiv über das Verhalten des DFB zur EM: „Herr Niersbach hat ein sehr klares Bekenntnis des Deutschen Fußball-Bundes zu Menschenrechten, zu Meinungsfreiheit und zu Rechtsstaatlichkeit öffentlich abgelegt.“ Das sei ein großer Fortschritt gegenüber den letzten 20, 30 Jahren, dass hier die gesellschaftliche Verantwortung der Fußballer wahrgenommen werde. Auch der Präsident des Europäischen Fußballverbandes, Michel Platini, solle sich in dieser Form positionieren.

## Nach der politischen Karriere
Nach dem Ende seiner politischen Karriere ist er beratend für große und mittelständische Unternehmen tätig. Er tritt als Redner auf und schreibt Gastbeiträge in Zeitungen.

### Löning – Human Rights & Responsible Business
Anfang 2014 gründete er Human Rights & Responsible Business – eine Nachhaltigkeitsberatung und Think Tank. Er und sein Team beraten große und mittelständische Unternehmen in Nachhaltigkeits- und Menschenrechtsfragen. 2016 wurde die Studie „Lieferketten sind Menschenketten: Wo deutsche Unternehmen in Bezug auf Menschenrechte stehen“ veröffentlicht. 30 große deutsche Unternehmen wurden befragt, wie sie das Thema Menschenrechte managen.

## Auszeichnung
- 2007 Anti-Mobbing-Award[25]